# Gouvernement Hoti
République du Kosovo
Kurti I Kurti II
Le gouvernement Hoti (en albanais : Qeveria Avdullah Hoti) est le gouvernement de la république du Kosovo depuis le 3 juin 2020, sous la 7e législature de l'Assemblée.

## Historique du mandat
Ce gouvernement est dirigé par le nouveau Premier ministre Avdullah Hoti. Il est constitué et soutenu par une coalition entre la Ligue démocratique du Kosovo (LDK), l'Alliance pour l'avenir du Kosovo (AAK), l'Initiative sociale-démocrate (NISMA), la Liste serbe pour le Kosovo (LS) et le Parti démocratique turc du Kosovo (PDTK). Ensemble, ils disposent de 59 députés sur 120, soit 49,2 % des sièges de l'Assemblée.
Il est formé à la suite de l'adoption d'une motion de censure contre le Premier ministre Albin Kurti.
Il succède donc au gouvernement Kurti I, constitué et soutenu par une coalition entre Autodétermination (VV), la Ligue démocratique, la Liste serbe et le Nouveau Parti démocratique (NPD).

### Formation
Le 25 mars 2020, l'Assemblée vote une motion de censure proposée par la Ligue démocratique — pourtant membre de la coalition au pouvoir — par 82 voix favorables. La LDK justifie sa position par le renvoi d'un ministre qui s'était dit favorable à la déclaration de l'état d'urgence afin de faire face aux conséquences de la pandémie de Covid-19, un scénario repoussé par Albin Kurti car il aurait conféré d'importants pouvoirs au président de la République Hashim Thaçi. Pour le chef du gouvernement, la vraie raison de son limogeage est son rejet de la volonté du chef de l'État de céder une partie du territoire kosovar à la Serbie, un projet soutenu par les États-Unis.
Plus d'un mois après le renversement de l'exécutif, le président Thaçi confie à la LDK le mandat de former le nouveau gouvernement, celle-ci désignant l'ancien vice-Premier ministre Avdullah Hoti comme chef de file et candidat à la direction du futur cabinet. Le président de la LDK Isa Mustafa avait précédemment garanti que son parti disposait d'une majorité parlementaire, bien que les différentes formations prêtes à s'entendre ne totalisent que 47 sièges pour le moment. Autodétermination, qui avait refusé de proposer un candidat tout en se disant ouverte à cette possibilité dans le but de déclencher des élections anticipées, saisit alors la Cour constitutionnelle pour dénoncer le choix du président de la République, mais les magistrats valident le 29 mai le mandat donné à Hoti.
Au cours d'une session organisée le 3 juin et boycottée par les députés de VV, le gouvernement Hoti reçoit la confiance de l'Assemblée par 61 voix pour, une voix contre et 24 abstentions. Outre l'appui des quatre partis qui le composent, il bénéficie du soutien sans participation de plusieurs députés représentant les minorités ethniques.

### Annulation
Albin Kurti dépose le 11 juin un nouveau recours auprès de la Cour constitutionnelle. Il argue que le vote de confiance a été acquis avec une seule voix d'avance, alors que parmi les suffrages favorables se trouve celui du député Etem Arifi, du Parti démocrate des Ashkalis du Kosovo (PDAK), or ce dernier était condamné depuis le 9 mars à une peine de 15 mois de prison ferme pour fraude, à laquelle il continuait d'échapper grâce à plusieurs recours, plaidant un mauvais état de santé, avant de se rendre finalement à la police fin septembre. Kurti base sa plainte sur l'article 70 de la Constitution, qui prévoit la fin automatique du mandat parlementaire en cas de condamnation à plus d'un an de prison, tandis que les soutiens du gouvernement argue que la condamnation d'Arifi a eu lieu sous la législature précédente,.
Le 21 décembre, la Cour rend son verdict. Elle juge effectivement inconstitutionnel le vote d'investiture du gouvernement Hoti, et ordonne dans la foulée à la présidente par intérim de convoquer de nouvelles élections dans un délai maximum de 40 jours,.

## Composition
| Poste                                                           | Titulaire | Titulaire                                                 | Parti |
| --------------------------------------------------------------- | --------- | --------------------------------------------------------- | ----- |
| Premier ministre                                                |           | Avdullah Hoti                                             | LDK   |
| Premier vice-Premier ministre                                   |           | Besnik Tahiri                                             | AAK   |
| Vice-Premier ministre                                           |           | Driton Selmanaj                                           | LDK   |
| Vice-Premier ministre                                           |           | Albulena Balaj-Halimaj                                    | NISMA |
| Vice-Premier ministre Ministre des Collectivités locales        |           | Goran Rakić                                               | LS    |
| Ministre des Affaires étrangères et de la Diaspora              |           | Meliza Haradinaj (jusqu'au 09/03/2021) Besnik Tahiri a.i. | AAK   |
| Ministre du Retour et des Communautés                           |           | Dalibor Jevtić                                            | LS    |
| Ministre de la Défense                                          |           | Anton Quni                                                | LDK   |
| Ministre des Infrastructures                                    |           | Arban Abrashi                                             | LDK   |
| Ministre des Finances                                           |           | Hykmete Bajrami (jusqu'au 24/02/2021) Agim Krasniqi a.i.  | LDK   |
| Ministre de la Santé                                            |           | Armend Zemaj                                              | LDK   |
| Ministre de la Culture, de la Jeunesse et des Sports            |           | Vlora Dumoshi                                             | LDK   |
| Ministère de la Justice                                         |           | Selim Selimi                                              | AAK   |
| Ministère de l'Éducation et de la Science                       |           | Ramë Likaj                                                | AAK   |
| Ministre des Affaires intérieures                               |           | Agim Veliu                                                | LDK   |
| Ministre de l'Économie et de l'Environnement                    |           | Blerim Kuqi                                               | AAK   |
| Ministre du Travail et de la Protection sociale                 |           | Skender Reçica                                            | NISMA |
| Ministre de l'Agriculture, des Forêts et du Développement rural |           | Besian Mustafa                                            | LDK   |
| Ministère du Commerce et de l'Industrie                         |           | Vesel Krasniqi                                            | NISMA |
| Ministre du Développement régional                              |           | Enis Kervan                                               | PDTK  |